# Сущево (Смоленская область)
Сущево — деревня в Кардымовском районе Смоленской области России. Входит в состав Каменского сельского поселения. По состоянию на 2007 год постоянного населения не имеет. 
Расположена в центральной части области в 12 км к северо-западу от Кардымова, в 4 км южнее автодороги М1 «Беларусь», на берегу реки Большой Вопец. В 14 км юго-восточнее деревни расположена железнодорожная станция Кардымово на линии Москва — Минск. 

## История
В годы Великой Отечественной войны деревня была оккупирована гитлеровскими войсками в августе 1941 года, освобождена в сентябре 1943 года.